# Niouc

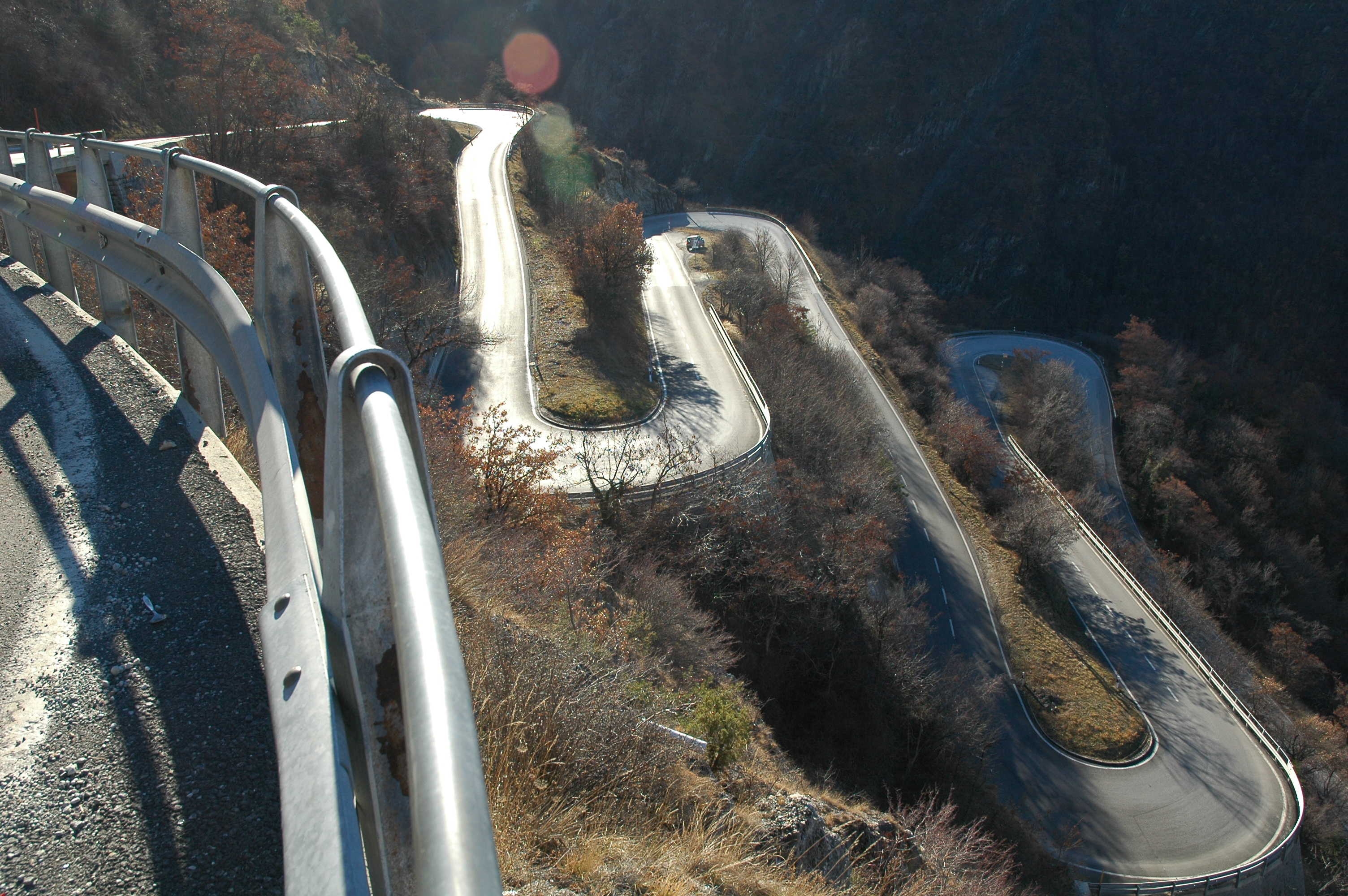
La route en lacets de Niouc.

Niouc est une localité dans le val d'Anniviers en Suisse.
Avant la fusion entre les villages de la vallée de 2009, le village faisait partie de la commune de Saint-Luc.

## Géographie
Le village est le premier à l'entrée de la vallée du val d'Anniviers depuis la route de Sierre.
Sous l'ancienne commune de St Luc, Niouc était enclavé entre l'ancienne commune de Chandolin et les communes de Sierre, Chippis, et Chalais et le territoire de la localité se situait entre 800 m et 1000 m d'altitude. La localité se situe à 902 mètre d'altitude.

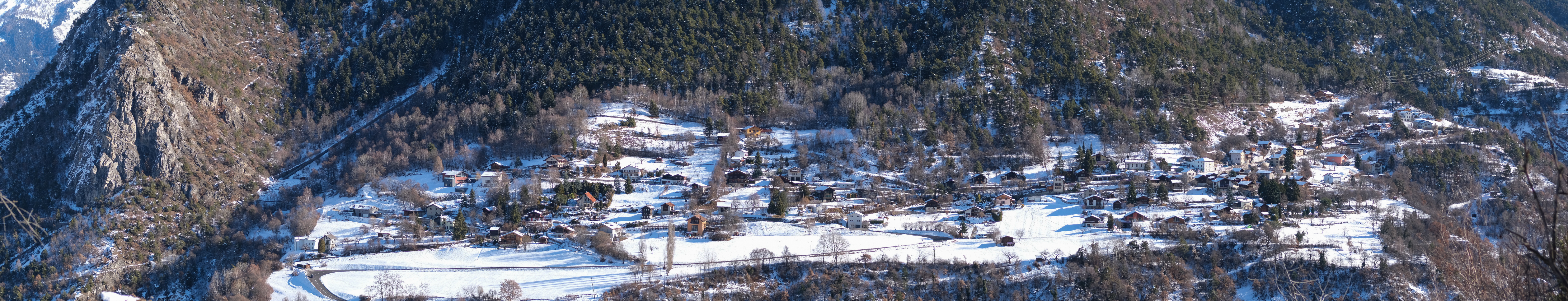
Panorama de Niouc depuis la route de Vercorin.

## Histoire

### Pont de Niouc
Le pont de Niouc, également appelé pont de l'araignée est une passerelle pour piétons.